# Neymar
Neymar da Silva Santos Júnior (n. 5 februarie 1992, Mogi das Cruzes, São Paulo, Brazilia), cunoscut sub numele de Neymar sau Neymar Jr., este un fotbalist brazilian, care joacă pe post de mijlocaș lateral la Santos în Campeonato Brasileiro da Série A. Pe plan internațional, are prezențe la națională pentru Brazilia U17, Brazilia U-20⁠(d), Brazilia U23⁠(d) și Brazilia.
Neymar a mai jucat și pentru echipa braziliană Santos Futebol Clube, la care și-a petrecut și cea mai mare parte a junioratului.

## Cariera de club

### Santos
Neymar s-a alăturat în 2003 celor de la Santos FC și și-a făcut debutul la echipa mare la 17 ani la data de 7 martie 2009 în victoria 2-1 contra celor de la Oeste FC. În următorul meci, el a înscris primul său gol pentru Santos. Pe 11 aprilie 2009 în Copa Paulista în semi-finale a înscris golul prin care echipa sa s-a calificat în finală, pe care au pierdut-o însă cu 4-2 în fața celor de la Corinthians.
Performanțele sale la echipa de club au dus la comparații ale tânărului atacant cu fotbaliști precum Pelé și Robinho.În iunie 2010 clubul brazilian a respins o ofertă de 12 milioane de lire sterline de la clubul englez West Ham United.Și alte cluburi și-au manifestat interesul de a-l achiziționa pe jucător, cluburi precum: Inter Milano, AC Milan, Manchester United, Real Madrid, Chelsea, Juventus și Barcelona însă cei de la Real au mers atât de departe încât au încercat semnarea unui pre-contract cu agentul lui Neymar, pre-contract pe care clubul Santos FC l-a respins.Astfel clubul brazilian i-a fixat clauza de reziliere a contractului la suma de 30 de milioane de dolari și i-au prelungit contractul până în decembrie 2014.

### Barcelona
În vara anului 2013, FC Barcelona l-a cumpărat pe Neymar de la Santos contra sumei de 57 milioane de euro. La 30 iulie 2013, brazilianul a debutat pentru Barcelona într-un meci amical cu Lechia Gdańsk, scor 2-2. El a marcat primul său gol în tricoul catalanilor la 7 august 2013, într-un meci amical contra echipei naționale a Thailandei. La 18 august 2013, Neymar a debutat în La Liga pentru Barcelona în meciul cu Levante, scor 7-0. La 21 august, el a marcat un gol în prima manșă a Supercopa de España contra lui Atlético Madrid, scor 1-1. La data de 18 septembrie, Neymar a debutat și în UEFA Champions League în meciul de 4-1 contra lui Ajax Amsterdam. La 24 septembrie, brazilianul a marcat primul gol în La Liga în meciul cu Real Sociedad, scor 4-1. La 26 octombrie, Neymar a marcat golul ce a deschis scorul în favoarea Barcelonei la prima sa apariție într-un derby El Clásico contra marii rivale Real Madrid, scor 2-1 pentru catalani.

### PSG

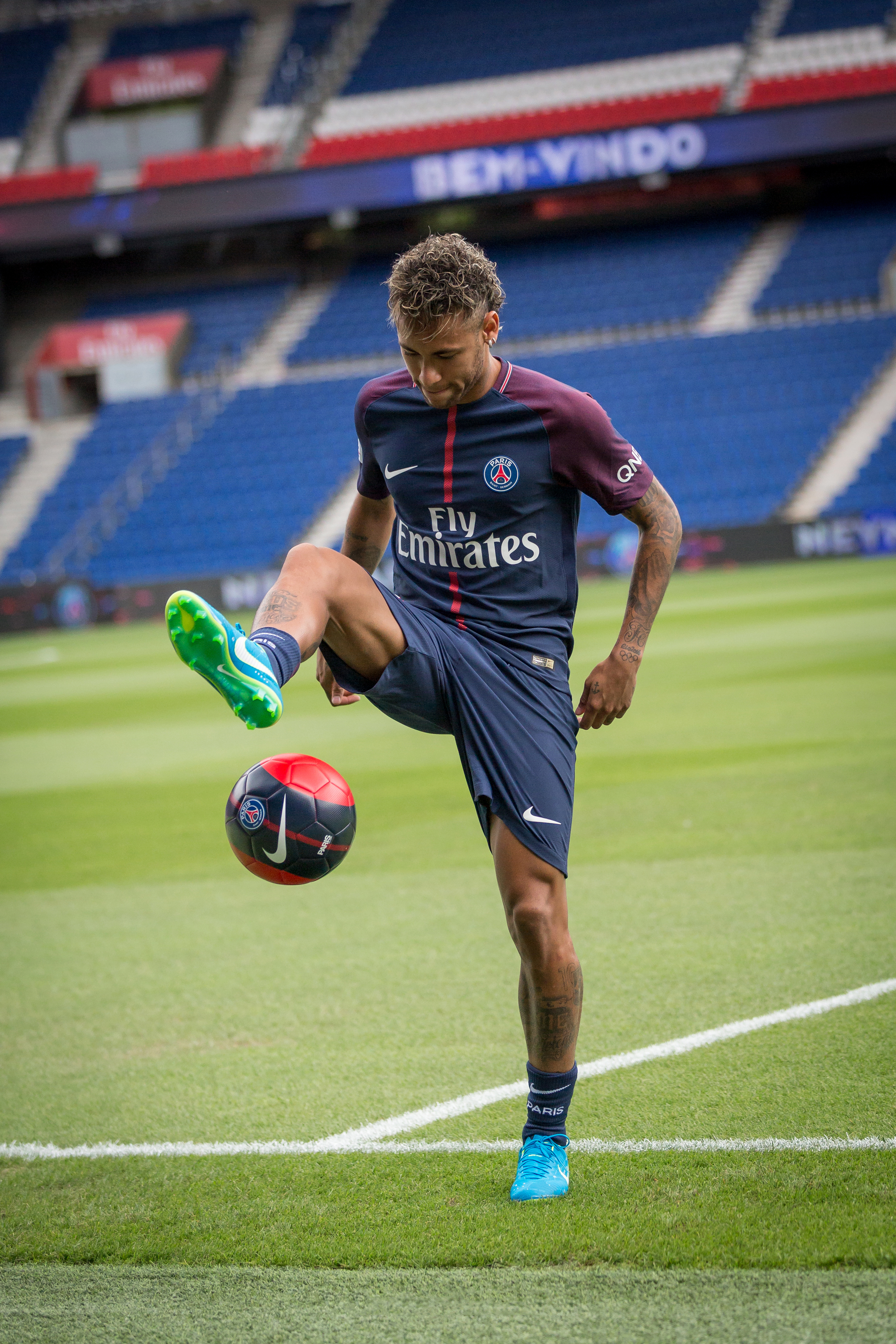
Neymar în timpul prezentări sale cu Paris Saint-Germain în August 2017

Pe 3 august 2017, Barcelona a anunțat că reprezentanții legali ai lui Neymar au plătit clubului (cel mai scump transfer vreodată) o sumă de 222 de milioane de euro, egală cu clauza de eliberare a contractului său. Clubul a informat UEFA astfel încât să poată determina orice responsabilități disciplinare care ar putea apărea din acest caz. Potrivit BBC, în Spania, clauza de eliberare trebuie să fie activată de către fotbalistul însuși. Situația era neobișnuită, că taxa a fost plătită clubului imediat după ce La Liga a refuzat să primească plata.

### Al Hilal
La 15 august 2023, Neymar a încheiat un transfer la Al Hilal în Saudi Pro League, pe un contract de doi ani. Taxa de transfer a fost raportată a fi în valoare de 90 de milioane de euro, ceea ce îl face cea mai scumpă achiziție din Saudi Pro League. De asemenea, se pare că este plătit cu 150 de milioane de euro pe an la Al Hilal, de șase ori suma pe care a câștigat-o la PSG.
Potrivit ziarului The Independent, Barcelona a fost singurul club european care și-a manifestat un interes real pentru semnarea lui Neymar; alte cluburi de top au refuzat în principal din cauza salariului său mare și a taxei de transfer așteptate pentru a-l semna. Diverse instituții de presă l-au numit pe Neymar „Prințul care nu a devenit niciodată rege”, din cauza părăsirii Europei fără un Balon de Aur și fără un alt titlu de Liga Campionilor pe lângă cel cucerit în 2015 cu Barcelona.
În lumina celorlalți jucători vedete care s-au alăturat ligii, inclusiv Cristiano Ronaldo și Karim Benzema, Neymar a declarat: „Nu aș fi surprins dacă liga saudită este mai bună decât cea franceză.” Transferul său la Al Hilal a făcut comparații cu mutarea fostului internațional brazilian Roberto Rivelino la club în 1978. Pe 15 septembrie, și-a făcut debutul într-o victorie cu 6-1 împotriva lui Al-Riyadh, ieșind de pe bancă și oferind o pasă de gol colegului său brazilian, Malcom. Pe 3 octombrie, Neymar a marcat primul său gol pentru club într-o victorie cu 3-0 în deplasare împotriva lui Nassaji Mazandaran într-un meci din faza grupelor a Ligii Campionilor Asiei. După ce a jucat cinci meciuri pentru noul său club, Neymar și-a rupt ligamentul încrucișat anterior în timpul serviciului internațional în octombrie 2023.

## Cariera internațională
După performanța lui Neymar de la campionatul mondial din 2009 U-17, unde a marcat în primul meci un gol contra Japoniei, Pelé l-a propus pe Neymar la naționala mare, însă selecționerul Dunga a considerat că nu are experiență suficientă pentru a juca la Campionatul Mondial.
Pe 26 iulie 2010 Neymar a fost selecționat în naționala mare a Braziliei de selecționerul Mano Menezes pentru meciul contra naționalei Statelor Unite, de pe 10 august 2010. El a înscris la 28 de minute de la debutul său. Următoarele două goluri ale sale le-a înscris într-un meci contra Echipei naționale de fotbal a Scoției pe 27 martie 2011.

## Viața personală
Neymar este creștin. El a spus despre credința sa: "Viața are sens doar atunci când cel mai mare ideal al nostru este de a-l sluji pe Hristos!" Neymar a devenit tată în august 2011, la vârsta de 19 ani, atunci când s-a născut fiul său, David Lucca, dintr-o relație cu Carolina Nogueira Dantas, care avea doar 17 ani pe atunci.
Neymar a fost într-o relație de aproximativ un an cu actrița braziliană Bruna Marquezine, cei doi despărțindu-se în februarie 2014.

## Statistici de club
La meciul jucat pe 3 octombrie 2023.
| Club                | Sezon         | Campionat        | Campionat | Campionat | Campionatul Braziliei | Campionatul Braziliei | Cupă    | Cupă   | Cupa Ligii | Cupa Ligii | Continental | Continental | Altele  | Altele | Total   | Total  |
| Club                | Sezon         | Divizie          | Meciuri   | Goluri    | Meciuri               | Goluri                | Meciuri | Goluri | Meciuri    | Goluri     | Meciuri     | Goluri      | Meciuri | Goluri | Meciuri | Goluri |
| ------------------- | ------------- | ---------------- | --------- | --------- | --------------------- | --------------------- | ------- | ------ | ---------- | ---------- | ----------- | ----------- | ------- | ------ | ------- | ------ |
| Santos              | 2009          | Série A          | 33        | 10        | 12                    | 3                     | 3       | 1      | —          | —          | —           | —           | —       | —      | 48      | 14     |
| Santos              | 2010          | Série A          | 31        | 17        | 19                    | 14                    | 8       | 11     | —          | —          | 2           | 0           | —       | —      | 60      | 42     |
| Santos              | 2011          | Série A          | 21        | 13        | 11                    | 4                     | —       | —      | —          | —          | 13          | 6           | 2       | 1      | 47      | 24     |
| Santos              | 2012          | Série A          | 17        | 14        | 16                    | 20                    | —       | —      | —          | —          | 12          | 8           | 2       | 1      | 47      | 43     |
| Santos              | 2013          | Série A          | 1         | 0         | 18                    | 12                    | 4       | 1      | —          | —          | —           | —           | —       | —      | 23      | 13     |
| Santos              | Total         | Total            | 102       | 54        | 75                    | 53                    | 15      | 13     | —          | —          | 27          | 14          | 4       | 2      | 225     | 136    |
| Barcelona           | 2013–14       | La Liga          | 26        | 9         | —                     | —                     | 3       | 1      | —          | —          | 10          | 4           | 2       | 1      | 41      | 15     |
| Barcelona           | 2014–15       | La Liga          | 33        | 22        | —                     | —                     | 6       | 7      | —          | —          | 12          | 10          | —       | —      | 51      | 39     |
| Barcelona           | 2015–16       | La Liga          | 34        | 24        | —                     | —                     | 5       | 4      | —          | —          | 9           | 3           | 1       | 0      | 49      | 31     |
| Barcelona           | 2016–17       | La Liga          | 30        | 13        | —                     | —                     | 6       | 3      | —          | —          | 9           | 4           | 0       | 0      | 45      | 20     |
| Barcelona           | Total         | Total            | 123       | 68        | —                     | —                     | 20      | 15     | —          | —          | 40          | 21          | 3       | 1      | 186     | 105    |
| Paris Saint-Germain | 2017–18       | Ligue 1          | 20        | 19        | —                     | —                     | 1       | 2      | 2          | 1          | 7           | 6           | —       | —      | 30      | 28     |
| Paris Saint-Germain | 2018–19       | Ligue 1          | 17        | 15        | —                     | —                     | 3       | 2      | 1          | 1          | 6           | 5           | 1       | 0      | 28      | 23     |
| Paris Saint-Germain | 2019–20       | Ligue 1          | 15        | 13        | —                     | —                     | 2       | 2      | 3          | 1          | 7           | 3           | —       | —      | 27      | 19     |
| Paris Saint-Germain | 2020–21       | Ligue 1          | 18        | 9         | —                     | —                     | 3       | 1      | —          | —          | 9           | 6           | 1       | 1      | 31      | 17     |
| Paris Saint-Germain | 2021–22       | Ligue 1          | 22        | 13        | —                     | —                     | 0       | 0      | —          | —          | 6           | 0           | 0       | 0      | 28      | 13     |
| Paris Saint-Germain | 2022–23       | Ligue 1          | 20        | 13        | —                     | —                     | 2       | 1      | —          | —          | 6           | 2           | 1       | 2      | 29      | 18     |
| Paris Saint-Germain | Total         | Total            | 112       | 82        | —                     | —                     | 11      | 8      | 6          | 3          | 41          | 22          | 3       | 3      | 173     | 118    |
| Al Hilal            | 2023–24       | Saudi Pro League | 3         | 0         | —                     | —                     | 0       | 0      | —          | —          | 2           | 1           | —       | —      | 5       | 1      |
| Total carieră       | Total carieră | Total carieră    | 340       | 204       | 76                    | 54                    | 46      | 36     | 6          | 3          | 109         | 58          | 10      | 6      | 589     | 360    |

1. ↑  Include Campeonato Paulista
2. ↑  Include Copa do Brasil, Copa del Rey, Coupe de France
3. ↑  Include Coupe de la Ligue
4. ↑  Apariții în Copa Sudamericana
5. 1 2  Apariții în Copa Libertadores
6. 1 2  Apariții în FIFA Club World Cup
7. ↑  Apariții în Recopa Sudamericana
8. 1 2 3 4 5 6 7 8 9 10  Apariții în UEFA Champions League
9. ↑  Apariții în Supercopa de España
10. 1 2 3  Apariție în Trophée des Champions
11. ↑  Apariții în Liga Campionilor Asiei

### Internațional

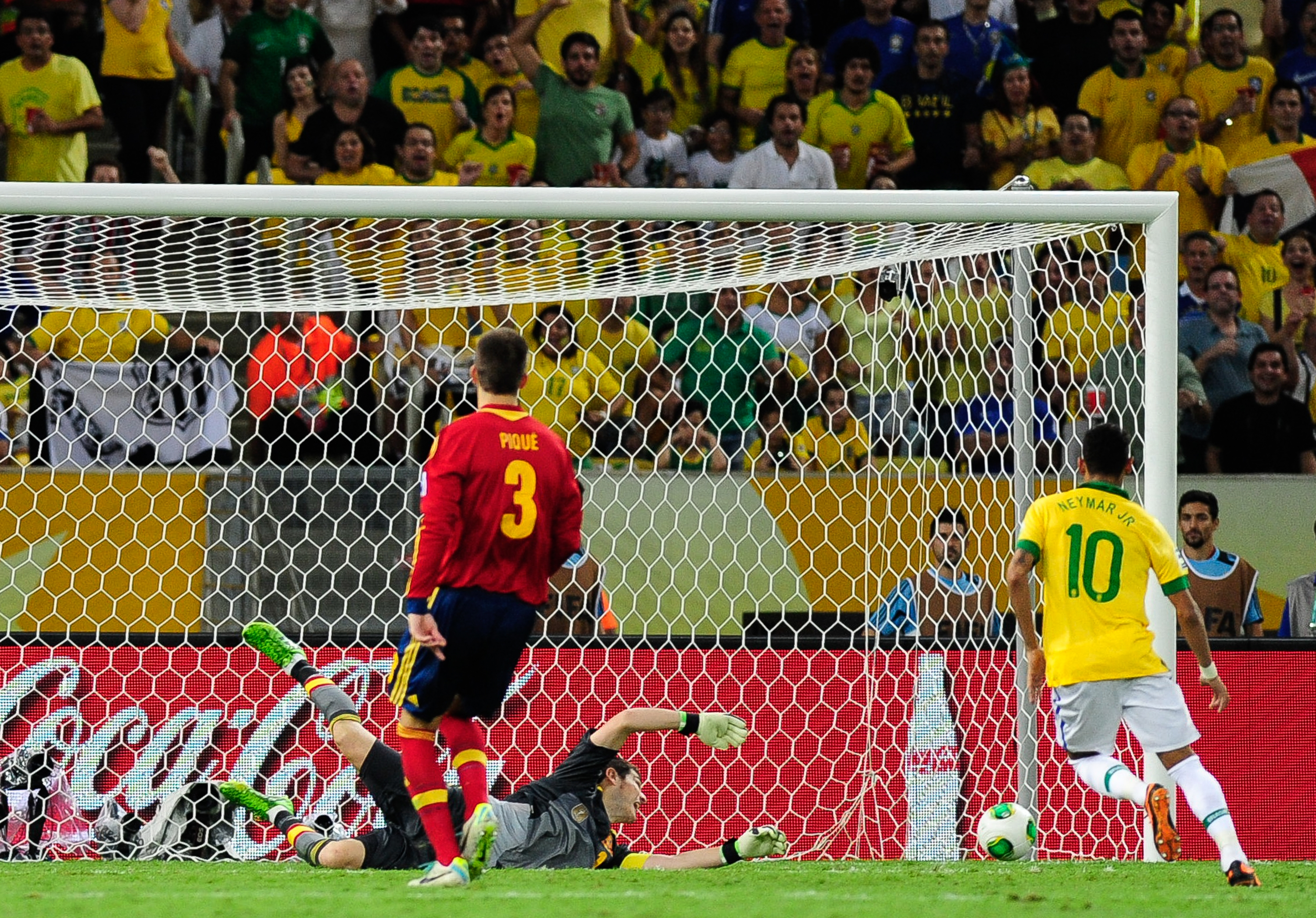
Neymar în finală la Cupa Confederațiilor FIFA 2013.

La 20 iunie 2021.
| Brazilia |         |        |
| Sezon    | Meciuri | Goluri |
| 2010     | 2       | 1      |
| 2011     | 13      | 7      |
| 2012     | 12      | 9      |
| 2013     | 19      | 10     |
| 2014     | 14      | 15     |
| 2015     | 9       | 4      |
| 2016     | 6       | 4      |
| 2017     | 8       | 3      |
| 2018     | 13      | 7      |
| 2019     | 5       | 1      |
| 2020     | 2       | 3      |
| 2021     | 4       | 4      |
| Total    | 107     | 68     |

### Goluri internaționale
| #   | Data               | Stadion                                        | Oponent                    | Gol | Rezultat | Competiția                                             |
| --- | ------------------ | ---------------------------------------------- | -------------------------- | --- | -------- | ------------------------------------------------------ |
| 1.  | 10 august 2010     | New Jersey, SUA                                | Statele Unite ale Americii | 1–0 | 2–0      | Meci amical                                            |
| 2.  | 27 martie 2011     | Londra, Anglia                                 | Scoția                     | 1–0 | 2–0      | Meci amical                                            |
| 3.  | 27 martie 2011     | Londra, Anglia                                 | Scoția                     | 2–0 | 2–0      | Meci amical                                            |
| 4.  | 13 iulie 2011      | Córdoba, Argentina                             | Ecuador                    | 2–1 | 4–2      | Copa América 2011                                      |
| 5.  | 13 iulie 2011      | Córdoba, Argentina                             | Ecuador                    | 4–2 | 4–2      | Copa América 2011                                      |
| 6.  | 10 august 2011     | Stuttgart, Germania                            | Germania                   | 2–3 | 2–3      | Meci amical                                            |
| 7.  | 28 septembrie 2011 | Belém, Brazilia                                | Argentina                  | 2–0 | 2–0      | Superclásico de las Américas 2011                      |
| 8.  | 8 octombrie 2011   | San José, Costa Rica                           | Costa Rica                 | 1–0 | 1–0      | Meci amical                                            |
| 9.  | 30 mai 2012        | Landover, SUA                                  | Statele Unite ale Americii | 1–0 | 4–1      | Meci amical                                            |
| 10. | 10 septembrie 2012 | Recife, Brazilia                               | China                      | 2–0 | 8–0      | Meci amical                                            |
| 11. | 10 septembrie 2012 | Recife, Brazilia                               | China                      | 5–0 | 8–0      | Meci amical                                            |
| 12. | 10 septembrie 2012 | Recife, Brazilia                               | China                      | 6–0 | 8–0      | Meci amical                                            |
| 13. | 19 septembrie 2012 | Goiânia, Brazilia                              | Argentina                  | 2–1 | 2–1      | Superclásico de las Américas 2012                      |
| 14  | 11 octombrie 2012  | Malmö, Suedia                                  | Irak                       | 5–0 | 6–0      | Meci amical                                            |
| 15. | 16 octombrie 2012  | Wrocław, Polonia                               | Japonia                    | 2–0 | 4–0      | Meci amical                                            |
| 16. | 16 octombrie 2012  | Wrocław, Polonia                               | Japonia                    | 3–0 | 4–0      | Meci amical                                            |
| 17. | 15 noiembrie 2012  | New Jersey, SUA                                | Columbia                   | 1–1 | 1–1      | Meci amical                                            |
| 18. | 6 aprilie 2013     | Santa Cruz, Bolivia                            | Bolivia                    | 2–0 | 4–0      | Meci amical                                            |
| 19. | 6 aprilie 2013     | Santa Cruz, Bolivia                            | Bolivia                    | 3–0 | 4–0      | Meci amical                                            |
| 20. | 24 aprilie 2013    | Belo Horizonte, Brazilia                       | Chile                      | 2–1 | 2–2      | Meci amical                                            |
| 21. | 15 iunie 2013      | Brasília, Brazilia                             | Japonia                    | 1–0 | 3–0      | Cupa Confederațiilor FIFA 2013                         |
| 22. | 19 iunie 2013      | Fortaleza, Brazilia                            | Mexic                      | 1–0 | 2–0      | Cupa Confederațiilor FIFA 2013                         |
| 23. | 22 iunie 2013      | Salvador, Brazilia                             | Italia                     | 2–1 | 4–2      | Cupa Confederațiilor FIFA 2013                         |
| 24. | 30 iunie 2013      | Rio de Janeiro, Brazilia                       | Spania                     | 2–0 | 3–0      | Cupa Confederațiilor FIFA 2013                         |
| 25. | 7 septembrie 2013  | Brasília, Brazilia                             | Australia                  | 3–0 | 6–0      | Meci amical                                            |
| 26. | 10 septembrie 2013 | Foxborough, SUA                                | Portugalia                 | 2–1 | 3–1      | Meci amical                                            |
| 27. | 12 octombrie 2013  | Seoul, Coreea de Sud                           | Coreea de Sud              | 1–0 | 2–0      | Meci amical                                            |
| 28. | 5 martie 2014      | Johannesburg, Africa de Sud                    | Africa de Sud              | 2–0 | 5–0      | Meci amical                                            |
| 29. | 5 martie 2014      | Johannesburg, Africa de Sud                    | Africa de Sud              | 3–0 | 5–0      | Meci amical                                            |
| 30. | 5 martie 2014      | Johannesburg, Africa de Sud                    | Africa de Sud              | 5–0 | 5–0      | Meci amical                                            |
| 31. | 3 iunie 2014       | Goiânia, Brazilia                              | Panama                     | 1–0 | 4–0      | Meci amical                                            |
| 32. | 12 iunie 2014      | São Paulo, Brazilia                            | Croația                    | 1–1 | 3–1      | Campionatul Mondial de Fotbal 2014                     |
| 33. | 12 iunie 2014      | São Paulo, Brazilia                            | Croația                    | 2–1 | 3–1      | Campionatul Mondial de Fotbal 2014                     |
| 34. | 22 iunie 2014      | Brasilia, Brazilia                             | Camerun                    | 1–0 | 4–1      | Campionatul Mondial de Fotbal 2014                     |
| 35. | 22 iunie 2014      | Brasilia, Brazilia                             | Camerun                    | 2–1 | 4–1      | Campionatul Mondial de Fotbal 2014                     |
| 36. | 5 septembrie 2014  | Miami Gardens, SUA                             | Columbia                   | 1–0 | 1–0      | Meci amical                                            |
| 37. | 14 octombrie 2014  | National Stadium, Kallang, Singapore           | Japonia                    | 1–0 | 4–0      | Meci amical                                            |
| 38. | 14 octombrie 2014  | National Stadium, Kallang, Singapore           | Japonia                    | 2–0 | 4–0      | Meci amical                                            |
| 39. | 14 octombrie 2014  | National Stadium, Kallang, Singapore           | Japonia                    | 3–0 | 4–0      | Meci amical                                            |
| 40. | 14 octombrie 2014  | National Stadium, Kallang, Singapore           | Japonia                    | 4–0 | 4–0      | Meci amical                                            |
| 41. | 12 noiembrie 2014  | Șükrü Saracoğlu Stadium, Istanbul, Turcia      | Turcia                     | 1–0 | 4–0      | Meci amical                                            |
| 42. | 12 noiembrie 2014  | Șükrü Saracoğlu Stadium, Istanbul, Turcia      | Turcia                     | 4–0 | 4–0      | Meci amical                                            |
| 43. | 26 martie 2015     | Stade de France, Saint-Denis, Franța           | Franța                     | 2–1 | 3–1      | Meci amical                                            |
| 44. | 14 iunie 2015      | Estadio Municipal Germán Becker, Temuco, Chile | Peru                       | 1–1 | 2–1      | Copa América 2015                                      |
| 45. | 8 septembrie 2015  | Gillette Stadium, Foxborough, SUA              | Statele Unite ale Americii | 2–0 | 4–1      | Meci amical                                            |
| 46. | 8 septembrie 2015  | Gillette Stadium, Foxborough, SUA              | Statele Unite ale Americii | 4–0 | 4–1      | Meci amical                                            |
| 47. | 1 septembrie 2016  | Estadio Olímpico Atahualpa, Quito, Ecuador     | Ecuador                    | 1–0 | 3–0      | Calificările pentru Campionatul Mondial de Fotbal 2018 |
| 48. | 6 septembrie 2016  | Arena da Amazônia, Manaus, Brazilia            | Columbia                   | 2–1 | 2–1      | Calificările pentru Campionatul Mondial de Fotbal 2018 |
| 49. | 6 octombrie 2016   | Arena das Dunas, Natal, Brazilia               | Bolivia                    | 1–0 | 5–0      | Calificările pentru Campionatul Mondial de Fotbal 2018 |
| 50. | 10 noiembrie 2016  | Estádio Mineirão, Belo Horizonte, Brazilia     | Argentina                  | 2–0 | 3–0      | Calificările pentru Campionatul Mondial de Fotbal 2018 |
| 51. | 23 martie 2017     | Estadio Centenario, Montevideo, Uruguay        | Uruguay                    | 3–1 | 4–1      | Calificările pentru Campionatul Mondial de Fotbal 2018 |
| 52. | 27 martie 2017     | Arena Corinthians, São Paulo, Brazilia         | Paraguay                   | 2–0 | 3–0      | Calificările pentru Campionatul Mondial de Fotbal 2018 |
| 53. | 10 noiembrie 2017  | Stade Pierre-Mauroy, Villeneuve-d'Ascq, Franța | Japonia                    | 1–0 | 3–1      | Meci amical                                            |
| 54. | 3 iunie 2018       | Anfield, Liverpool, Anglia                     | Croația                    | 1–0 | 2–0      | Meci amical                                            |
| 55. | 10 iunie 2018      | Ernst-Happel-Stadion, Viena, Austria           | Austria                    | 2–0 | 3–0      | Meci amical                                            |
| 56. | 22 iunie 2018      | Krestovsky Stadium, Saint Petersburg, Rusia    | Costa Rica                 | 2–0 | 2–0      | Campionatul Mondial de Fotbal 2018                     |
| 57. | 2 iulie 2018       | Solidarnost Arena, Samara, Rusia               | Mexic                      | 1–0 | 2–0      | Campionatul Mondial de Fotbal 2018                     |

## Palmares

### Club
Santos
- Campeonato Paulista (3): 2010, 2011, 2012
- Copa do Brasil (1): 2010
- Copa Libertadores (1): 2011
- Recopa Sudamericana (1): 2012

Barcelona
- Supercopa de España (1): 2013

### Națională
Brazilia
- Campionatul Sud-American de Tineret (1): 2011
- Superclásico de las Américas (2): 2011, 2012
- Medalia de Argint Olimpică (1): 2012
- Cupa Confederațiilor FIFA (1): 2013

### Individual
- Best Young Player of Campeonato Paulista (1): 2009
- Best Forward of Campeonato Paulista (4): 2010, 2011, 2012, 2013
- Best Forward of Campeonato Brasileiro Série A (3): 2010, 2011, 2012
- Cel mai bun fotbalist din Campeonato Paulista (4): 2010, 2011, 2012, 2013
- Cel mai bun fotbalist din South American Youth Championship (1): 2011
- Cel mai bun fotbalist din Copa Libertadores (1): 2011
- Cel mai bun fotbalist din Campeonato Brasileiro Série A (1): 2011
- Cel mai bun fotbalist din Recopa Sudamericana (1): 2012
- Cupa Confederațiilor FIFA Golden Ball (1): 2013
- Young Player of the Year (1): 2011
- Campeonato Brasileiro Série A Championship Squad (3): 2010, 2011, 2012
- Copa Libertadores Championship Squad (1): 2012
- Arthur Friedenreich Award (2): 2010, 2012
- Armando Nogueira Trophy (2): 2011, 2012
- Golden Ball (1): 2011 – Best player in Brazilian League by magazine Placar
- Silver Ball (2): 2010, 2011 – Best Forward in Brazilian League by magazine Placar
- Silver Ball hors concours (1): 2012
- Golden Boot (2): 2010, 2011, 2012 – Cele mai multe goluri în toate competițiile din Brazilia
- Copa do Brasil Top scorer (1): 2010
- South American Youth Championship Top scorer (1): 2011
- FIFA Club World Cup Bronze Ball (1): 2011
- South American Footballer of the Year (2): 2011, 2012
- FIFA Puskás Award (1): 2011
- Campeonato Paulista Top scorer (1): 2012
- Copa Libertadores Top scorer (1): 2012
- Cupa Confederațiilor FIFA Bronze Shoe (1): 2013
- Cupa Confederațiilor FIFA Dream Team (1): 2013